# Bipinnaria

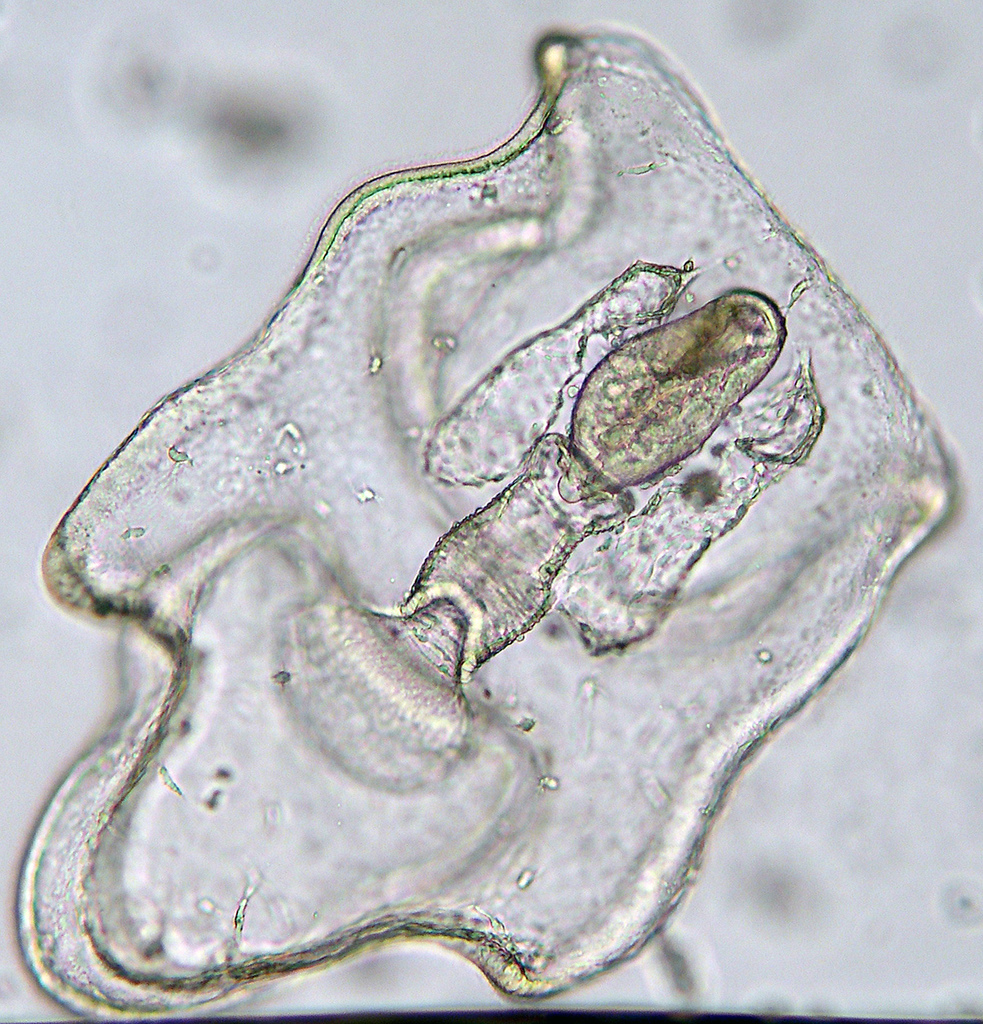
Larva bipinnaria

Una bipinnaria è il primo stadio dello sviluppo larvale della maggior parte delle stelle marine; è solitamente seguito da uno stadio brachiolaria, ma in alcuni casi può direttamente passare alla fase adulta.
Il movimento e l'alimentazione avvengono grazie a delle ciglia. Le stelle marine che covano i loro piccoli generalmente mancano di uno stadio bipinnaria, con le uova che si sviluppano direttamente in adulti in miniatura.
Le bipinnarie sono dotate di nuoto attivo e fanno parte dello zooplankton. Nel loro stadio iniziale sono completamente rivestite da ciglia, che oltre a farle muovere, sospingono il cibo presente nell'acqua, come ad esempio le diatomee, verso la bocca della bipinnaria. Le bipinnarie hanno un sistema digerente che comprende bocca, esofago, stomaco, intestino e ano.